# جون إتش سبنسر
جون إتش سبنسر (بالإنجليزية: John Spencer)‏ هو مؤرخ أمريكي، ولد في 1907، وتوفي في 25 أغسطس 2005.